# Sant'Alessio (ópera)
Sant'Alessio es una ópera en tres actos con música de Stefano Landi y libreto en italiano de Giulio Rospigliosi, el futuro papa Clemente IX. Está basada en la historia de la vida de San Alejo y a partir de esta ópera, este tipo de temática será utilizada con frecuencia.

## Historia
La primera interpretación de la ópera se cree que tuvo lugar en el Palacio Barberini ai Giubbonari, Roma, el 2 de marzo de 1631. Una interpretación posterior se dio en la inauguración del teatro en el Palacio Barberini alle Quattro Fontane el 21 de febrero de 1632.
El Teatro del Palacio Barberini alle Quattro Fontane contaba aproximadamente con 3000 asientos. Esta representación fue el primer ejemplo que representó la estabilidad que conseguiría la ópera gracias a la elección en 1623 de Maffeo Barberini como el papa Urbano VIII.
Esta ópera se representa muy rara vez; en las estadísticas de Operabase aparece con solo 4 representaciones en el período 2005-2010, siendo la primera y única de las óperas de Landi en representarse.

## Características generales
Esta obra es uno de los primeros ejemplos, según John Walter Hill, de la introducción de escenas cómicas en la historia de la ópera. Desde el punto de vista musical hay una gran variedad de recursos, que puede ser observada en la introducción de interludios musicales al inicio y al final del primer y segundo acto, así como de diversos tipos de bailes. 
En el aspecto vocal, el papel de Alessio y otros, por su tesitura aguda, fueron compuestos para cantantes castrados. En general se utilizan recursos y estilos propios del madrigal polifónico del siglo XVII, que consiguen un exitoso dramatismo en la ópera.
En cuanto al plano instrumental, Walter Hill expresa que "el heterogéneo conjunto de vientos y cuerdas empleado para acompañar la ópera cortesana anterior es reemplazado por una orquesta de instrumentos de la familia del violín y de otros para el continuo"

## Personajes
| Personaje    | Descripción            | Tipo de voz | Intérprete en el estreno |
| ------------ | ---------------------- | ----------- | ------------------------ |
| San Alessio  | Fervoroso cristiano    | Soprano     | Angelo Ferrotti          |
| Esposa       | Esposa de Alessio      | Soprano     | Marc'Antonio Pasqualini  |
| Roma         | La ciudad de Roma      | Soprano     | Paoluccio Cipriani       |
| Curcio       | Sirviente de Eufemiano | Soprano     |                          |
| La Religión  | La Religión            | Soprano     |                          |
| Marcio       | Sirviente de Eufemiano | Soprano     |                          |
| Nuncio       | Amigo de Eufemiano     | Contralto   |                          |
| Madre        | Madre de Alessio       | Soprano     |                          |
| Nodriza      | Nodriza de Alessio     | Soprano     |                          |
| Eufemiano    | Padre de Alessio       | Tenor       | Francesco Bianchi        |
| Adrasto      | Amigo de Eufemiano     | Contralto   |                          |
| El Demonio   | Demonio                | Bajo        |                          |
| Uno del coro |                        | Bajo        |                          |
|              |                        |             |                          |

## Sinopsis
La ópera comienza con un prólogo, posteriormente se da lugar a la primera escena, iniciada por el canto de un grupo de esclavos y tras un ritornello, la ciudad de Roma entre ritornellos instrumentales alaba la figura de Alessio: “Entre todos aquellos que el cielo acoge por su valor, sobresale la fama de Alessio. Él se ocultó en su casa natal haciéndose pasar por un humilde mendigo y cuanto más ignorado era por  los demás, más se conocía a sí mismo”; como cierre de la escena el coro de esclavos vuelve a aparecer como al principio.

### Primer acto
En el acto primero aparece Eufemiano (senador romano y el padre de Alessio) y Adrasto (caballero romano), este último acaba de llegar de la guerra y se lamenta de la desaparición de Alessio. Adraso comenta que se había visto llegar a Palestina desde costas lejanas, un peregrino, que podía ser él encubierto. Su padre cree que su desaparición solo tiene la razón de martirizarle.
En la segunda escena aparece San Alessio que ha llegado a las escaleras de su casa y se lamenta de la vanidad de los hombres que creen necesitar grandes cosas cuando para la vida no son necesarias. En la tercera, Marcio y Curcio, dos empleados de Eufemiano, se burlan del que creen un pobre peregrino. La cuarta escena tiene lugar en los infiernos donde el demonio se propone tentar a Alessio para que abandone la vida austera, mientras que en la quinta, la esposa de Alessio y su madre lloran su desaparición desconsoladas. La sexta escena introduce y desarrolla un ballet, en el cual los campesinos del patrón de Marcio y Curcio, interpretan varias danzas. Estos dos empleados, planean llevar al día siguiente al peregrino y así hacerle disfrutar.

### Segundo acto
El acto segundo comienza, en la primera escena, con el lamento de Eufemiano por su hijo, mientras que en la segunda el diablo se alegra de haber urdido una trampa para que Alessio descubra su verdadera identidad. En la siguiente escena, la esposa del desaparecido decide emprender la búsqueda de su marido, aunque la nodriza la escucha y tratará de retenerla contándoselo a la madre del peregrino. En la cuarta escena, la madre, que iba a disuadir a la esposa de ese viaje, al final se une a tal empresa. Alessio que las escucha decide, sin descubrirse, intentar que cambien de opinión y aunque lo consigue, puede ver el sufrimiento de su esposa. Por ello en la quinta escena, se debate acerca de si debe decir la verdad o continuar escondido. Sus pensamientos son interrumpidos en la escena sexta, en la cual el demonio disfrazado de eremita, le tienta a que vuelva a la vida en el palacio y así cesar el sufrimiento de su amada, pero Alessio no parece creer sus palabras y duda, hasta que en la escena siguiente, un ángel del cielo le informa que el eremita no era sino el diablo disfrazado y que debe seguir firme en su decisión de una vida austera, además le dice que su muerte está cercana y que en el cielo recibirá la recompensa por el esfuerzo. En la escena número ocho, el diablo vuelve a intentar desviar a Alessio de su verdadera intención, pero se encuentra con Marcio que le distrae y se enzarza con él en una pelea.
En la escena novena, la Religión guía a Alessio en su camino al cielo y en la escena décima, su padre y Adrasto se lamentan por su desaparición, pero una voz celestial que proviene de la iglesia los reconforta. 

### Tercer acto
En el acto tercero, en la primera escena, el demonio regresa al infierno maldiciéndose por no haber sido capaz de triunfar en esta ocasión y reconoce no poder hacer frente al poder divino. En la segunda, Nuncio cuenta a Adrasto que Alessio había aparecido muerto y que era aquel peregrino escondido que durante tantos años no se había descubierto. En la siguiente escena todos lloran su muerte y leen la nota que el pobre peregrino tenía en su mano. En la cuarta los ángeles imploran que cese el llanto, pues Alessio ha sido recibido con júbilo en el cielo. Finalmente, en la última escena, la religión y la virtud consagran un antiguo templo al nuevo santo, mientras que un coro de ángeles expresa cantando y danzando la fortuna de Roma, pues el cielo tiene a Alessio entre sus elegidos.